# Elke Jurandir Bran Nogueira Cardoso
Elke Jurandy Bran Nogueira Cardoso (28 de setembro de 1941 – 19 de janeiro de 2025) foi uma engenheira agrônoma, pesquisadora e professora brasileira, referência na microbiologia do solo e na fitopatologia. Atuou por décadas na Universidade de São Paulo (USP) e na Universidade Vila Velha (UVV), tendo contribuído significativamente para o avanço da ciência do solo, com ênfase na relação entre microrganismos e a nutrição de plantas, e o uso de microrganismos na agricultura.

### Formação acadêmica
Elke Cardoso graduou-se em Engenharia Agronômica pela Universidade de São Paulo (USP) em 1964. Concluiu o mestrado em Fitopatologia pela mesma universidade em 1968, com pesquisa pioneira em controle biológico da murcha de Fusarium oxysporum em Phaseolus vulgaris. Em seguida, realizou doutorado em Fitopatologia pela Ohio State University (EUA), entre 1968 e 1971, com a tese "Influence of light on the oospore germination of several species of Pythium and Phytophthora", sob orientação de Fritz Schmitthenner, com bolsa da USAID.
Obteve a livre-docência pela USP em 1984 com o trabalho "Efeito de micorriza vesículo-arbuscular e de fosfato de rocha nas culturas da soja e do feijão", e realizou pós-doutorado na Georg-August-Universität Göttingen, Alemanha, entre 1989 e 1990.

### Carreira acadêmica
Elke Cardoso iniciou sua carreira docente na Escola Superior de Agricultura "Luiz de Queiroz" (ESALQ/USP), onde se tornou Professora Titular e, posteriormente, Professora Sênior. A partir de 2010, passou a integrar o corpo docente da Universidade Vila Velha (UVV), no programa de pós-graduação em Ecologia de Ecossistemas, atuando ativamente até 2017.

### Pesquisa e contribuições científicas
Sua atuação na pesquisa foi centrada na microbiologia e bioquímica do solo, especialmente nas interações entre plantas e fungos micorrízicos, no uso de fosfatos naturais, e na aplicação agronômica de resíduos orgânicos. Coordenou dezenas de projetos de pesquisa financiados por agências como FAPESP, CNPq, BID e instituições privadas, como Coca-Cola e Manah S.A.
Entre seus projetos mais notáveis estão: "Ecofisiologia da rizosfera", "Estudo sobre depressão do crescimento de plantas cítricas micorrizadas", "Utilização agronômica do fosfato natural da Carolina do Norte" e o projeto de desenvolvimento RESSOAR (2012-2018), voltado para a compostagem de resíduos da indústria sucroenergética.
Ela também coordenou linhas de pesquisa voltadas à biologia do solo, com foco na fauna edáfica em ambientes agrícolas e florestais, e nos efeitos de substâncias potencialmente poluidoras sobre organismos do solo, dentro da ecotoxicologia terrestre. Utilizou conceitos como macrofauna, mesofauna do solo, biorremediação, tratamento de resíduos agroindustriais e rizobactérias promotoras do crescimento vegetal.
Na linha de interações solo-planta e microrganismos-xenobióticos, estudou a diversidade microbiana e seus efeitos nas plantas, especialmente frente à presença de contaminantes. Trabalhou com antagonismo, atividade microbiana e enzimática, bactérias diazotróficas e promotoras do crescimento, e fungos micorrízicos arbusculares.
Publicou diversos artigos em periódicos científicos e participou como revisora de revistas como Scientia Agricola, Bragantia, Brazilian Journal of Microbiology e Acta Botanica Brasilica. Foi também membro do corpo editorial da Revista Brasileira de Ciência do Solo desde 1993.

### Reconhecimentos
Elke Cardoso foi amplamente homenageada por sua trajetória. Recebeu, entre outras distinções:
- Homenagem da Sociedade Brasileira de Ciência do Solo (2016);
- Destaque em produtividade científica na ESALQ/USP (2001);
- Menção honrosa do Prêmio Justus Von Liebig (1992);
- Diploma de Honra ao Mérito pela USP/ESALQ (1983);
- Destaque em eventos como Fertbio 98 e o Congresso Brasileiro de Ciência do Solo;
- Inclusão no ranking Latin America Top 100 Agriculture & Forestry Scientists pelo AD Scientific Index (2022).

### Legado
Elke Jurandy Bran Nogueira Cardoso deixou uma marca profunda na ciência brasileira, especialmente nas áreas de microbiologia do solo e relações planta-microrganismo. Sua carreira foi marcada por rigor acadêmico, formação de pesquisadores e inovações em biotecnologia do solo, contribuindo para uma agricultura mais sustentável e eficiente. Faleceu em 20 de janeiro de 2025, deixando um legado de excelência científica e dedicação ao ensino e à pesquisa.
1. ↑  Sermarini, Fellipe (20 de janeiro de 2025). «Fealq lamenta falecimento da Professora Dra. Elke Jurandy Bran Nogueira Cardoso». Fealq. Consultado em 24 de junho de 2025
2. ↑  «Elke Jurandy Bran Nogueira Cardoso - BV FAPESP». bv.fapesp.br. Consultado em 24 de junho de 2025
3. 1 2 3 4  buscatextual.cnpq.br https://buscatextual.cnpq.br/buscatextual/visualizacv.do;jsessionid=F2C8738A98C7D27BDF8E156AD3A421B2.buscatextual_0. Consultado em 24 de junho de 2025 Em falta ou vazio |título= (ajuda)